# Korsselet, Ångermanland
Korsselet är en sjö i Strömsunds kommun i Ångermanland och ingår i Ångermanälvens huvudavrinningsområde. Sjön har en area på 5,32 kvadratkilometer och ligger 360 meter över havet. Sjön avvattnas av vattendraget Sjoutälven.

## Delavrinningsområde
Korsselet ingår i det delavrinningsområde (715345-148267) som SMHI kallar för Utloppet av Korsselet. Medelhöjden är 398 meter över havet och ytan är 20,37 kvadratkilometer. Räknas de 164 avrinningsområdena uppströms in blir den ackumulerade arean 801,93 kvadratkilometer. Sjoutälven som avvattnar avrinningsområdet har biflödesordning 3, vilket innebär att vattnet flödar genom totalt 3 vattendrag innan det når havet efter 245 kilometer. Avrinningsområdet består mestadels av skog (73 procent). Avrinningsområdet har 5,31 kvadratkilometer vattenytor vilket ger det en sjöprocent på 26 procent.